# Intifada
Intifada (de l'àrab انتفاضة: "exaltació; aixecament") és el nom popular dels tres alçaments populars dels palestins de Cisjordània i la Franja de Gaza contra el règim d'Israel. És un dels aspectes més importants dels últims anys del conflicte araboisraelià.

## Primera intifada (1987 - 93)
La primera intifada es desencadenà el 1987; després de l'assassinat d'un grup d'obrers palestins per part de militars israelians, i les imatges dels joves palestins enfrontant-se només amb pedres als soldats israelians donà la volta al món, va acabar amb les signatures dels acords d'Oslo (agost de 1993) i la creació de l'Autoritat Palestina.
Durant la revolta s'establí el Comandament Nacional Unificat de la Intifada, i començà una vasta campanya de desobediència civil i de mobilitzacions. Nombrosos pobles palestins practicaren la desobediència total a Israel, que en resposta assassinà diversos batlles que es negaren a seguir les ordres de les autoritats d'ocupació. Es convocaren diverses vagues generals i l'alçament assolí gran notorietat en internacionalitzar les reclamacions palestines i la dramàtica situació viscuda als territoris ocupats per Israel el 1967.

## Segona intifada (2000-05)
La segona intifada s'anomenà intifada d'al-Aqsa i començà el setembre de 2000, arran de la visita d'Ariel Xaron a l'Esplanada de les Mesquites de Jerusalem/Al-Quds. En aquesta segona etapa proliferaren les accions suïcides palestines i els bombardejos israelians, justificant les dues parts que actuaven com a resposta a la violència dels altres.
La segona intifada suposà un nombre de víctimes civils palestines encara més elevat, i en alguns períodes s'estengué també a la població àrab dels territoris de Palestina ocupats el 1948. A partir de l'any 2005 la divisió palestina i la construcció del mur a Cisjordània en territoris palestins que aïllava gran part dels territoris ocupats i permetia a Israel annexionar-se nombroses terres, anaren fent minvar l'alçament, si bé l'enfrontament amb Israel continuà.

## Conflicte palestinoisraelià el 2017
El conflicte palestinoisraelià patí una forta crisi quan el moviment islamista palestí Hamàs el 7 de desembre de 2017 anuncià una tercera intifada arran que el president dels Estats Units d'Amèrica, Donald Trump, reconegués el 6 de desembre de 2017 a Jerusalem com la capital d'Israel.